# Hraše, Medvode
Hraše so naselje v Občini Medvode.